# Jette
Jette (fr.) i (niz.) je jedna od 19 dvojezičnih općina u Regiji glavnoga grada Bruxellesa u Belgiji.
Graniči s briselskim općinama Molenbeek-Saint-Jean, Grad Bruxelles, Koekelberg i Ganshoren, te s flandrijskim općinama Asse i Wemmel.
U ovoj četvrti nalazi se bolnica i medicinski kampus nizozemskog govornog Slobodnog Sveučilišta u Bruxellesu (Vrije Universiteit Brussel). U ovoj općini je i muzej Renéa Magrittea.

## Vanjske poveznice
- (fr.) (nizoz.)Službena stranica općine  Arhivirana inačica izvorne stranice od 18. srpnja 2011. (Wayback Machine)